# All the King's Horses
All the King's Horses é um filme estadunidense de 1935, do gênero comédia musical, dirigido por Frank Tuttle. O filme foi indicado para o Oscar de Melhor Coreografia.

## Sinopse
A Rainha Elaine, de Langenstein, abandona o Rei Rodolfo XIV e diz que só volta quando ele aprender a fazer amor. Aí, aparece o ator hollywoodiano Carlo Rocco, por acaso sósia do rei. Eles trocam de lugar, até que Rodolfo XIV complete um curso sobre sexo em Viena. Contudo, entre uma canção e outra, a rainha se apaixona por Carlo, julgando-o seu verdadeiro marido.

## Elenco
| Ator/Atriz            | Personagem                    |
| --------------------- | ----------------------------- |
| Carl Brisson          | Carlo Rocco/Rei Rodolfo XIV   |
| Mary Ellis            | Rainha Elaine, de Langenstein |
| Edward Everett Horton | Conde Josef von Schlapstaat   |
| Katherine DeMille     | Senhorita Mimi                |
| Eugene Pallette       | Con Conley                    |
| Arnold Korff          | Baron Kraemer                 |

## Principais prêmios e indicações
| Prêmio | Categoria(s) Indicada(s) | Categoria(s) Premiada(s) |
| ------ | ------------------------ | ------------------------ |
| Oscar  | Melhor Coreografia       | ---                      |